# Arthur Olsen
 Ikke at forveksle med Arthur Theodor Olsen.
Arthur Johan Olsen II (19. marts 1907 i Oslo – 17. oktober 1943 samme sted) var en norsk olympisk bokser. Han boksede for Idrettsforeningen Ørnulf. Han deltog under sommer-OL for Norge i 1928 i Amsterdam i vægtklassen fjervægt hvor han endte på en 9. plads.